# 塞瑟 (伊利諾伊州)
塞瑟（英語：Sesser）是一個位於美國伊利諾伊州富蘭克林縣的城市。

## 地理
塞瑟的座標為38°05′29″N 89°03′02″W / 38.09139°N 89.05056°W，而該地的平均海拔高度為146米（即479英尺）。

## 人口
根據2010年美國人口普查的數據，塞瑟的面積為2.63平方千米，當中陸地面積為2.63平方千米，而水域面積為0.00平方千米。當地共有人口1931人，而人口密度為每平方千米734.22人。